# ㅓ

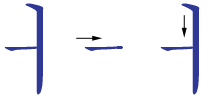
筆順

ㅓは、ハングルを構成する母音字母のひとつ。呼称はオ（어）。17番目の字母（『訓蒙字会』以降は母音字母としては3番目、『訓民正音』当時は最初の「ㆍ」から7番目）である。始めから終わりまで音色の変わらない単母音を表す。

## 音声
- 標準語：非円唇後舌半広母音[ ʌ ]
- 中期朝鮮語・方言：中段中舌母音[ ə ]
- 文化語：円唇後舌半広母音[ ɔ ]

音素は /ʌ/（文化語では /ɔ/ ）であり、非円唇の後舌母音として半広母音[ʌ]と広母音[ɑ]の中間ぐらいの音で発音される。長母音では非円唇中舌半狭母音[ɘ]のやや後舌[ɤ]よりで発音される。なお、北朝鮮での「ㅓ」の発音は韓国人にとって「ㅗ」のように聞こえることが多い。
外来語の音訳には[ʌ]や[ə]に使われる。[ɔ]には通常使わず、ㅗが使われる。

## 沿革
『訓民正音』の中声字において天を象る「ㆍ」と人を象る「ㅣ」とによって構成され、天を表す「ㆍ」が内側に置かれ、地から始まる陰母音の初出字に分類される。世宗序では「如業字中聲」と規定されている。
その名称は『訓蒙字会』（1527年）でオ（어、於）とされた。

## 造字
- 中性母音の字母と組み合わされてㅔ [e]が作られる（ㅓ + ㅣ）。
- 同じ陰母音の初出字の後についてㅝ [wʌ]を作る（ㅜ + ㅓ）
- 上記の2つの字母との組み合わせでㅞ [we]が作られる（ㅜ + ㅓ + ㅣ）。

## ラテン文字転写
文化観光部2000年式ではeo、マッキューン＝ライシャワー式ではŏと表記される。
Samsung（삼성）、Lee Byung-hun（이병헌）など、企業名や人名、団体名などではuと表記されることもある。

## 文字コード
| 名称                | 種類   | コード | HTML実体参照コード | 表示 |
| HANGUL LETTER EO    | 単体   | U+3153 | &#12627;           | ㅓ   |
| HANGUL JUNGSEONG EO | 中声用 | U+1165 | &#4453;            | ᅥ     |